# 前庭乳头状瘤病
前庭乳头状瘤病（英語：Vestibular papillomatosis），是一类良性的女性皮肤病，其呈粉红色、无症状，易于检查到。
它和男性的珍珠疹病理相同。它经常被错误诊断为尖锐湿疣。

## 相关
- 汗管瘤（英语：Syringoma）
- 皮肤病列表
- 珍珠疹